# Lista fuziunilor și achizițiilor făcute de Apple

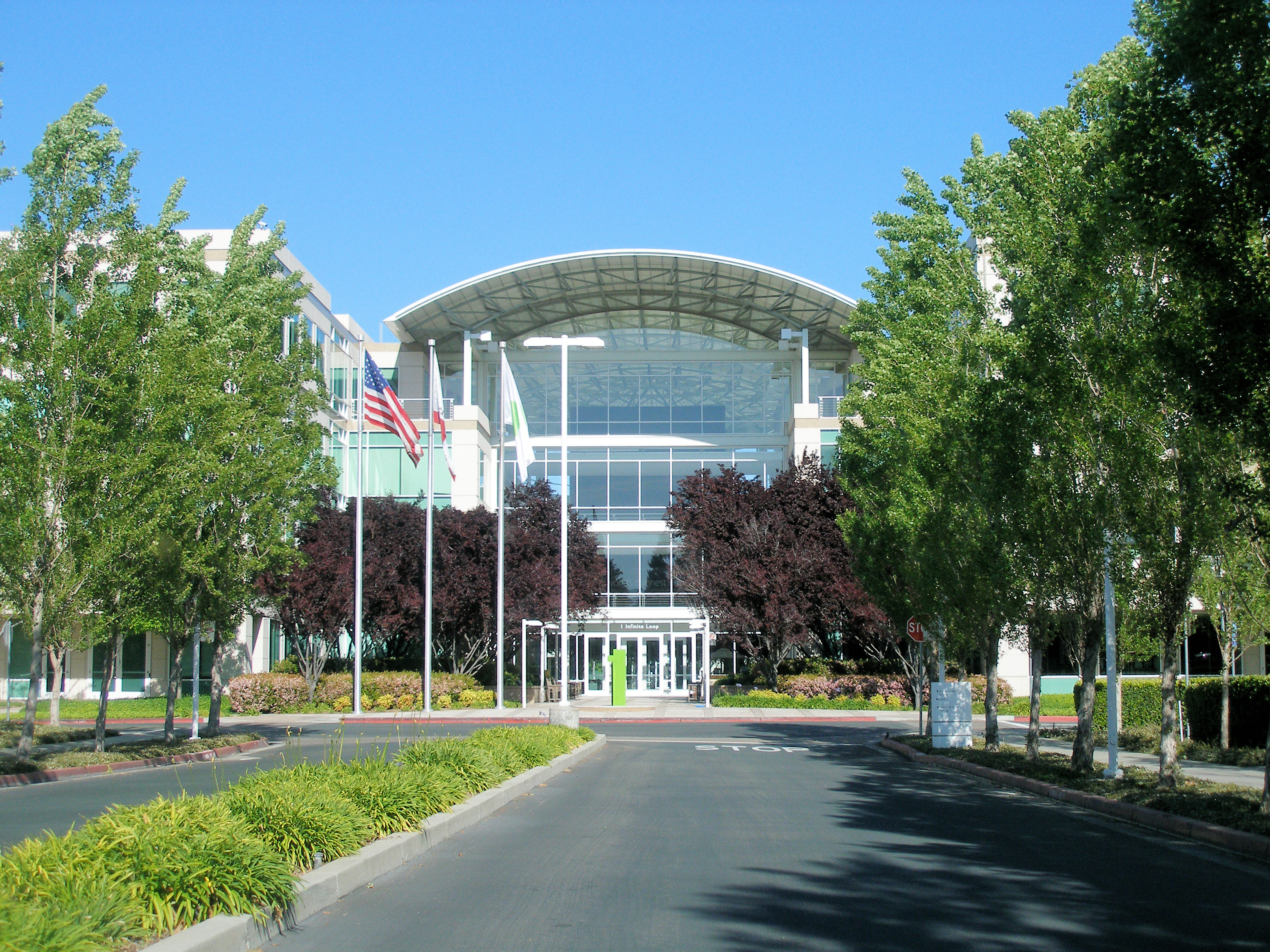
Sediul Apple de pe strada Infinite Loop, nr. 1, Cupertino, SUA

Apple Inc. este o companie americană multinațională care proiectează și comercializează electronice de consum și produse software. Aceasta a fost înființată în Cupertino, California pe 1 aprilie 1976 de către Steve Jobs, Steve Wozniak și Ronald Wayne și încorporată pe 3 ianuarie 1977. Produsele hardware ale companiei includ   linia de computere personale Macintosh, linia de media playere portabile iPod și linia de telefoane mobile iPhone, iar cele software includ sistemul de operare Mac OS X, browser-ul mass-media iTunes și programul multimedia iLife. Corporația a achiziționat douăzeci și una de firme, a cumpărat o participație în două companii și a făcut cinci divizări; cele mai multe dintre ele au fost firme de software. Apple nu a lansat detaliile financiare pentru cele mai multe dintre aceste fuziuni și achiziții.
Filozofia de afaceri a corporației este de a achiziționa companii mici, care pot fi integrate cu ușurință în proiectele existente. De exemplu, Apple a achiziționat Emagic și software-ul de muzică profesional al acestuia, Pro Logic, în 2002. Achiziția a dus la crearea unei stații de lucru pentru software-ul audio digital , GarageBand, acum parte din suita iLife.
Compania a făcut prima sa achiziție pe 2 martie 1988, când a cumpărat Network Innovations. În anii 1990, Apple a cumpărat singurul pachet de acțiuni minor cand a achiziționat 5% din activele Akamai Technologies. Le-a făcut de asemenea, cinci cesiuni, toate în anii 90, în care părți ale companiei au fost vândute la o altă societate. Cea mai mare achiziție a companiei a fost cumpărarea firmei NeXT în 1996 pentru 400 de milioane USD. Apple a făcut cele mai multe achiziții în anul 2002, cand a achiziționat Nothing Real, Zayante, Silicon Graal Corp-Chalice (de la Silicon Grail), Propel Software și Emagic. Dintre companiile care au fuzionat cu Apple, 18 își au sediul în Statele Unite.

## Achiziții
| Număr | Dată               | Companie                       | Domeniu de afaceri                                                        | Țară                       | Sumă (USD)  | Note          | Produse derivate                |
| ----- | ------------------ | ------------------------------ | ------------------------------------------------------------------------- | -------------------------- | ----------- | ------------- | ------------------------------- |
| 1     | 2 martie 1988      | Network Innovations            | Software                                                                  | Statele Unite ale Americii | —           | [ 7 ]         | —                               |
| 2     | 7 iunie 1988       | Orion Network Systems          | Sisteme de comunicație prin satelit                                       | Statele Unite ale Americii | —           | [ 8 ]         | —                               |
| 3     | 27 iunie 1988      | Styleware                      | Software                                                                  | Statele Unite ale Americii | —           | [ 9 ]         | AppleWorks GS                   |
| 4     | 11 iulie 1988      | Nashoba Systems                | Software                                                                  | Statele Unite ale Americii | —           | [ 10 ]        | FileMaker                       |
| 5     | 3 ianuarie 1989    | Coral Software                 | Software                                                                  | Statele Unite ale Americii | —           | [ 11 ]        | —                               |
| 6     | 7 februarie 1997   | NeXT                           | Servicii de programare                                                    | Statele Unite ale Americii | 404.000.000 | [ 12 ]        | Mac OS X, iOS                   |
| 7     | 2 septembrie 1997  | Power Computing-Clone-Making   | Clonare de calculatoare                                                   | Statele Unite ale Americii | 100.000.000 | [ 13 ]        | —                               |
| 8     | 8 ianuarie 1999    | Xemplar Education              | Software                                                                  | Regatul Unit               | 4.926.000   | [ 14 ]        | —                               |
| 9     | 3 noiembrie 1999   | Raycer Graphics                | Cipuri grafice                                                            | Statele Unite ale Americii | 15.000.000  | [ 15 ]        | —                               |
| 10    | 7 ianuarie 2000    | NetSelector                    | Software de Internet                                                      | Statele Unite ale Americii | —           | [ 16 ]        | —                               |
| 11    | 11 aprilie 2000    | Astarte-DVD Authoring Software | Software                                                                  | Germania                   | —           | [ 17 ]        | DVD Studio Pro                  |
| 12    | 2000 (S4)          | SoundJam MP                    | Software                                                                  | Statele Unite ale Americii | —           | [ 18 ]        | iTunes                          |
| 13    | 2001               | Bluefish Labs                  | Software de productivitate                                                | Statele Unite ale Americii | —           | [ 19 ]        | iWork                           |
| 14    | 11 mai 2001        | bluebuzz                       | Furnizor de servicii de Internet                                          | Statele Unite ale Americii | —           | [ 20 ]        | —                               |
| 15    | 9 iulie 2001       | Spruce Technologies            | Software grafic                                                           | Statele Unite ale Americii | —           | [ 21 ]        | DVD Studio Pro                  |
| 16    | 31 decembrie 2001  | PowerSchool                    | Sisteme de servicii de informații online                                  | Statele Unite ale Americii | 62.000.000  | [ 22 ]        | PowerSchool                     |
| 17    | 1 februarie 2002   | Nothing Real                   | Software pentru efecte speciale                                           | Statele Unite ale Americii | 15.000.000  | [ 23 ]        | Shake                           |
| 18    | 4 aprilie 2002     | Zayante                        | Cipuri și software FireWire                                               | Statele Unite ale Americii | 13.000.000  | [ 24 ]        | FireWire                        |
| 19    | 11 iunie 2002      | Silicon Grail Corp-Chalice     | Software pentru efecte digitale                                           | Statele Unite ale Americii | —           | [ 25 ]        | Final Cut                       |
| 20    | 20 iunie 2002      | Propel Software                | Software                                                                  | Statele Unite ale Americii | —           | [ 26 ]        |                                 |
| 21    | 21 iunie 2002      | Prismo Graphics                | Software pentru efecte speciale de titlu pentru film și video             | Statele Unite ale Americii | —           | [ 27 ]        | LiveType (Final Cut Studio)     |
| 22    | 1 iulie 2002       | Emagic                         | Software pentru producție muzicală                                        | Germania                   | 30.000.000  | [ 28 ]        | Logic & GarageBand              |
| 23    | martie 2005        | Schemasoft                     | Software                                                                  | Canada                     | —           | [ 29 ]        | Formatare de fișiere (iWork)    |
| 24    | aprilie 2005       | FingerWorks                    | Recunoașterea gesturilor                                                  | Statele Unite ale Americii |             | [ 30 ] [ 31 ] | Multitouch pentru iOS           |
| 25    | 16 octombrie 2006  | Silicon Color                  | Software                                                                  | Statele Unite ale Americii | —           | [ 32 ]        | Apple Color (Final Cut Studio)  |
| 26    | 4 decembrie 2006   | Proximity                      | Software                                                                  | Australia                  | —           | [ 33 ]        | Server Final Cut                |
| 27    | 24 aprilie 2008    | P.A. Semi                      | Semiconductori                                                            | Statele Unite ale Americii | 278.000.000 | [ 34 ]        | Apple A4, A5 (SoC)              |
| 28    | 7 iulie 2009       | Placebase                      | Hărți                                                                     | Statele Unite ale Americii | —           | [ 35 ]        | Hărți                           |
| 29    | 6 decembrie 2009   | Lala.com                       | Flux de muzică                                                            | Statele Unite ale Americii | 17.000.000  | [ 36 ]        | iCloud, iTunes Match            |
| 30    | 5 ianuarie 2010    | Quattro Wireless               | Publicitate mobilă                                                        | Statele Unite ale Americii | 275.000.000 | [ 37 ]        | iAd                             |
| 31    | 27 aprilie 2010    | Intrinsity                     | Semiconductori                                                            | Statele Unite ale Americii | 121.000.000 | [ 38 ]        | Apple A5 (SoC)                  |
| 32    | 27 aprilie 2010    | Siri                           | Software de control vocal                                                 | Statele Unite ale Americii | —           | [ 39 ]        | Siri                            |
| 33    | 14 iulie 2010      | Poly9                          | Hărți web                                                                 | Canada                     | —           | [ 40 ]        | Hărți                           |
| 34    | 20 septembrie 2010 | Polar Rose                     | Recunoaștere facială                                                      | Suedia                     | 29.000.000  | [ 41 ]        | Software pentru iPhone (cameră) |
| 35    | 14 septembrie 2010 | IMSense                        | Fotografie de înalt dinamism                                              | Regatul Unit               | —           | [ 42 ]        | Software pentru iPhone (cameră) |
| 36    | 1 august 2011      | C3 Technologies                | Hărți 3D                                                                  | Suedia                     | 267.000.000 | [ 43 ]        | Hărți                           |
| 37    | 20 decembrie 2011  | Anobit                         | Memorie flash                                                             | Israel                     | 390.000.000 | [ 44 ]        | iPhone și iPad                  |
| 38    | 23 februarie 2012  | Chomp                          | Motor de căutare pentru aplicații                                         | Statele Unite ale Americii | 50.000.000  | [ 45 ]        | iPhone și iPad                  |
| 39    | 27 iulie 2012      | AuthenTec                      | Securitate hardware și software pentru calculatoare și dispozitive mobile | Statele Unite ale Americii | 356.000.000 | [ 46 ]        | iPhone și iPad                  |
| 40    | 27 septembrie 2012 | Particle                       | HTML5                                                                     | Statele Unite ale Americii | —           | [ 47 ]        | Web                             |
| 41    | 23 martie 2013     | WiFiSlam                       | Locație interioară                                                        | Statele Unite ale Americii | 20.000.000  | [ 48 ]        | Hărți                           |

## Participații
| Dată              | Companie                 | Domeniu de afaceri    | Țară                       | Sumă (USD) | Note   |
| ----------------- | ------------------------ | --------------------- | -------------------------- | ---------- | ------ |
| 1 iunie 1999      | Akamai Technologies      | Servicii web          | Statele Unite ale Americii | 12.500.000 | [ 49 ] |
| 18 decembrie 2008 | Imagination Technologies | Programarea cipurilor | Regatul Unit               | 4.700.000  | [ 50 ] |

## Cesiuni
| Dată            | Achizitor                  | Companie țintă     | Domeniu de afaceri țintă  | Țara achizitorului/Naționalitatea | Sumă (USD)  | Note   |
| --------------- | -------------------------- | ------------------ | ------------------------- | --------------------------------- | ----------- | ------ |
| 22 aprilie 1992 | Misys Computer Maintenance | Sign Express Group | Activități de întreținere | Regatul Unit                      | 705.000     | [ 51 ] |
| 31 mai 1996     | SCI Systems                | Apple Computer     | Calculatoare              | Statele Unite ale Americii        | —           | [ 52 ] |
| 2 aprilie 1997  | Al-Waleed bin Talal        | Apple Computer     | PC-uri                    | Arabia Saudită                    | 115.000.000 | [ 53 ] |
| 6 august 1997   | Microsoft                  | Apple Computer     | PC-uri                    | Statele Unite ale Americii        | 150.000.000 | [ 54 ] |
| 7 august 1997   | Grupo Carso                | Apple Computer     | PC-uri                    | Mexic                             | 60.650.000  | [ 55 ] |